# 小斗三
蝘蜓座γ，又名CP-77 622，HD 92305、SAO 256731、HR 4174，是蝘蜓座的一颗恒星，视星等为4.11，位于銀經296.28，銀緯-17.53，其B1900.0坐标为赤經10h 34m 17.3s，赤緯-78° -17.53′ 21″。